# Mascaret atmosphérique
Pour les articles homonymes, voir Mascaret (homonymie).

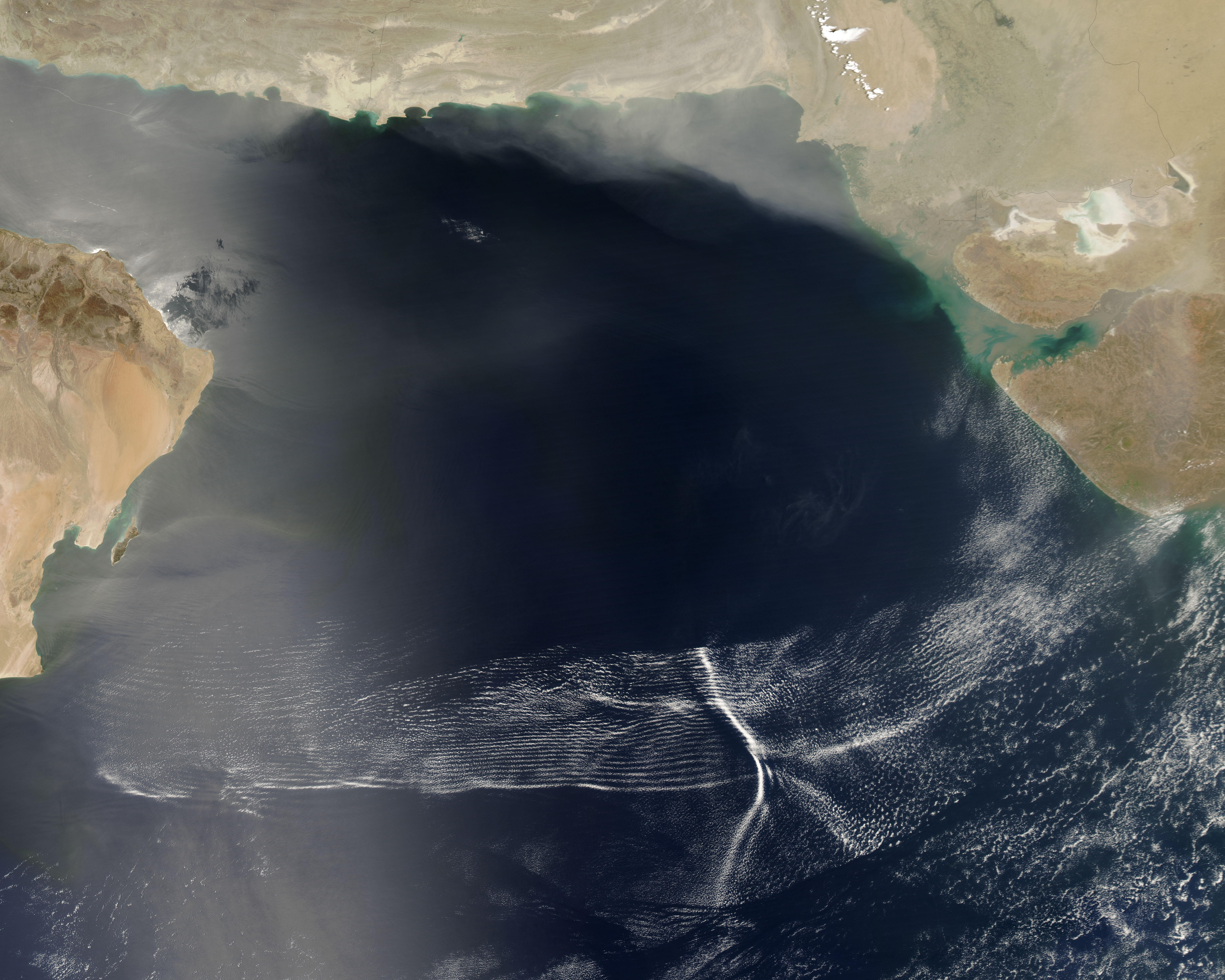
Mascaret atmosphérique au-dessus de la mer d'Arabie où il est assez courant.

Un mascaret atmosphérique (aussi mascaret ondulatoire ou mascaret de pression) est un phénomène météorologique qui prend la forme d'un front d'ondes de pression dans l'atmosphère terrestre se formant normalement dans une masse d'air stable à bas niveau à l'avant d'une goutte froide ou d'un front froid. Il mène généralement à la formation de nuages caractéristiques sur le front d'ondes et au sommet des ondes de gravité qui le suivent.
Il s'agit d'un phénomène similaire au mascaret, qui est un petit ressaut hydraulique ondulant en aval d'un écoulement fluvial.

## En météorologie

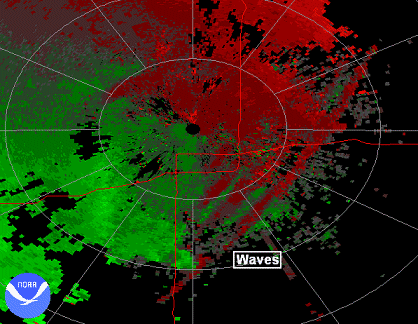
Image d'un radar météorologique NEXRAD montrant la vitesse radiale de déplacement d'ondes de gravité au-dessus de l'Iowa.

### Principe
Le mascaret atmosphérique se forme lorsque deux masses d'air de températures différentes se rencontrent. Lorsqu'un front de rafales, engendré par une goutte froide sortant d'un orage, ou un front froid s'approche d'une couche d'air stable, cela crée une augmentation soudaine de la profondeur dans la couche limite stable et une augmentation soudaine de la pression.
Le front de ces ondes est appelé le mascaret et il cause un déséquilibre d'énergie : les ondes générées sont propulsées par le transfert d'énergie provenant de l'orage ou du front; leur forme étant dictée par la gravité. La dissipation de l'énergie est liée à la force de l'anomalie créée par le phénomène selon le rapport h1/h0, où h0 est la profondeur initiale de la couche stable et h1 sa profondeur post-mascaret. Lorsque le rapport se situe entre 1 et 2, l'énergie est libérée sous forme d'ondes de gravité derrière le mascaret. Lorsqu'il est de 2 à 4, le phénomène est encore ondulatoire mais devient partiellement turbulent. S'il est plus grand que 4, l'énergie est libérée entièrement sous forme de turbulence atmosphérique. Dans le cas de la formation d'onde de gravité, la couche stable doit également former un guide d'ondes qui permet au mascaret de se propager sur une longue distance.
Si les conditions sont favorables aux ondes de gravité, celles-ci soulèvent l'air et, selon la disponibilité d'humidité, peuvent devenir visibles par la formation de bandes parallèles de nuages dans le ciel. Ces ondulations sont similaires à celles créées lors du jet d'un caillou dans une mare ou au sillage engendré par un bateau en mouvement. L'objet en question soulève le fluide qui redescend sous l'influence de la gravité. Le phénomène engendre donc des ondes transversales un peu comme pour les ondes orographiques. Cependant, vu que l'objet se déplace, ces ondes ne seront pas stationnaires et se déplaceront avec l'obstacle.
La longueur des ondes associées au mascaret atmosphérique est de l'ordre de 5 km et la vitesse peut varier de 15 km/h à 100 km/h. Ce mascaret se déplace dans l'atmosphère et il existe plusieurs variétés de mascarets se produisant à différents niveaux de l'atmosphère dont le mascaret mésosphérique qui se produit dans la mésosphère.

### Occurrences

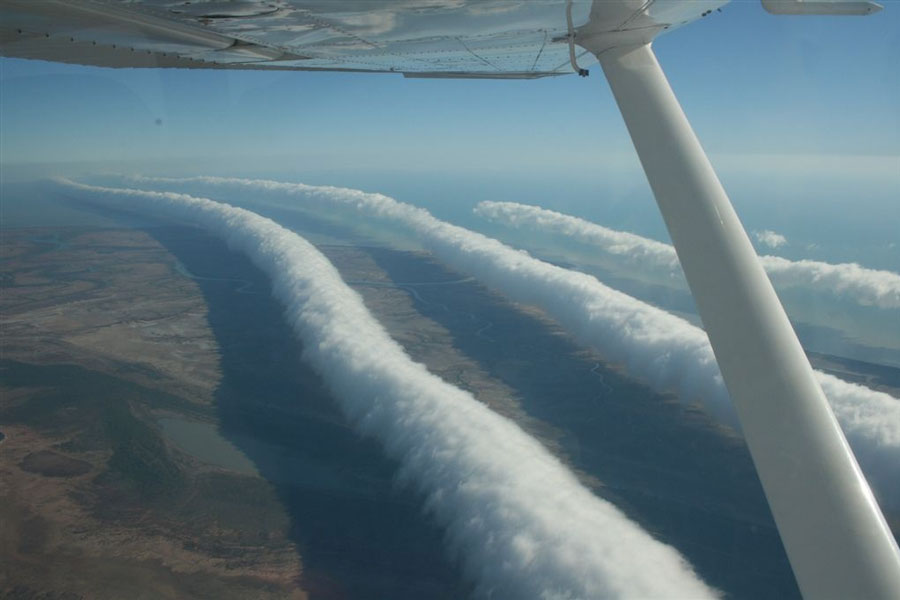
Morning Glory en Australie

Le mascaret atmosphérique se forme toutes les fois que les conditions précitées existent mais est rare dans un grand nombre d'endroits. Cependant il se produit régulièrement et de façon prévisible au printemps dans le golfe de Carpentarie en Australie, où on lui a donné le nom de Morning Glory (ou Gloire du matin). Des pilotes de planeur ont rapporté que les ondes de gravité associées au mascaret peuvent se produire entre 4 et 7 jours d'affilée. Les nuages associés (volutus) peuvent s'étendre à perte de vue.

### Aggravation des orages
Le mascaret atmosphérique peut servir de déclencheur à la convection atmosphérique en soulevant l'air au-dessus du niveau de convection libre et en ajoutant un tourbillon supplémentaire. Ceci peut ainsi subitement aggraver la violence des orages en s'ajoutant au phénomène qui les a déclenchés initialement. Cela s'est produit par exemple à Birmingham (Alabama) en avril 1998 alors que de petites tornades se sont subitement amplifiées provoquant de lourds dégâts sur la ville.
La même référence montre une vidéo d'un orage engendré par un mascaret atmosphérique au-dessus de Des Moines (Iowa), engendrant des tubas précurseurs de tornades et une pluie torrentielle. Cet événement s'était produit le 3 octobre 2007. La vidéo montre clairement des nuages en rouleau (arcus) se déplaçant.

### Projet PECAN et convection nocturne

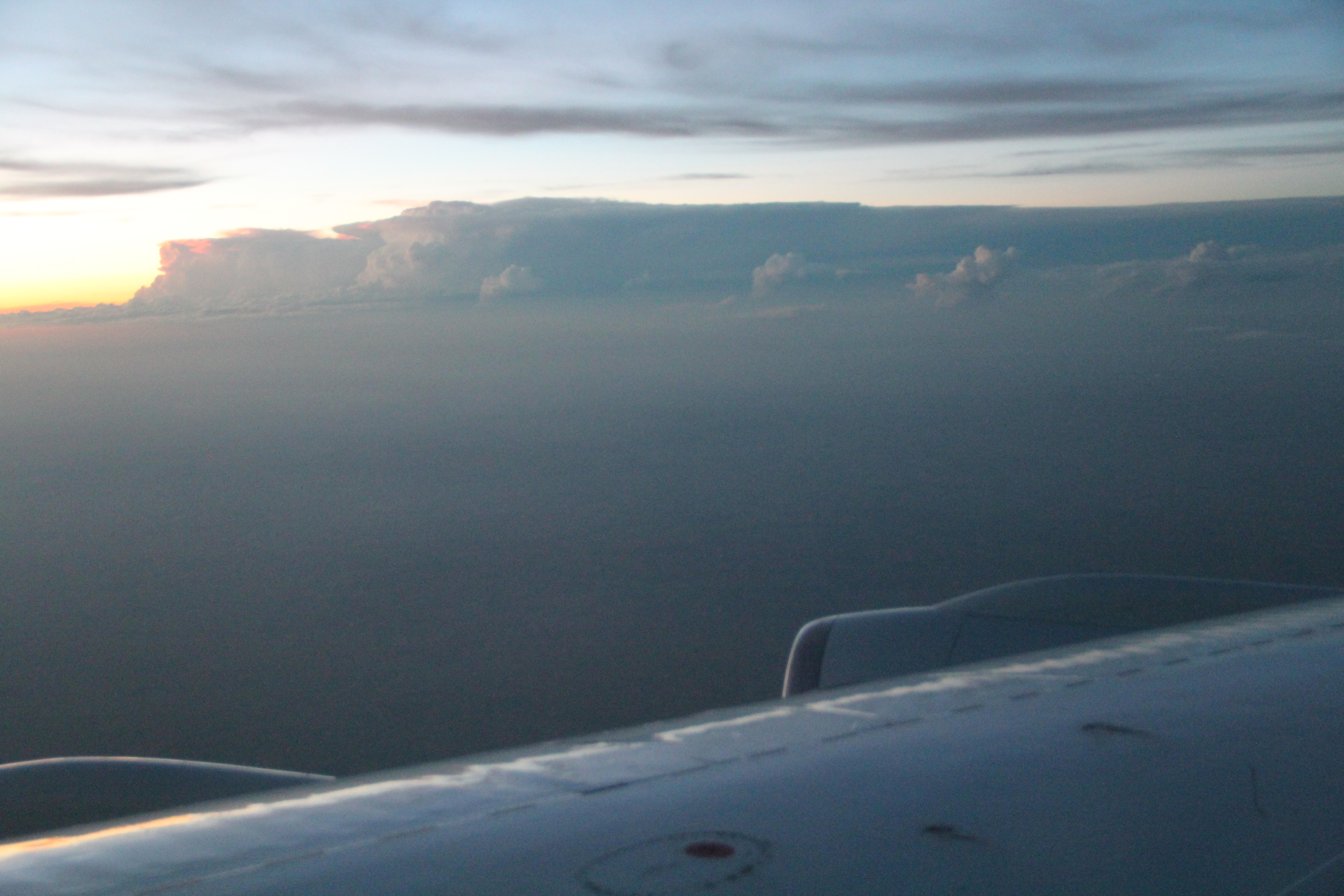
Système convectif de méso-échelle vu d'avion au nord du Kansas au lever du soleil.

Il a longtemps été remarqué que dans les Grandes plaines, les orages se redéveloppent en fin de nuit ce qui semble être contre-intuitif puisque tôt le matin l'air est très stable près du sol. En fait, il a été démontré que la convection en altitude (elevated convection en anglais) s'aggrave à cause d'un effet de mascaret atmosphérique en présence du développement d'un fort courant-jet de bas niveau provenant du sud. Ces jets se forment de la même façon que ceux en altitude, soit à la suite d'une stratification des températures avec l'altitude, mais dans ce cas c'est sous l'inversion de température nocturne que cela se produit et non le long d'une zone barocline. Le jet se retrouve juste sous le niveau du sommet de l'inversion.
Une publication résume les recherches qui ont été effectuées au cours du projet PECAN (Plains Elevated Convection At Night) en juin-juillet 2015 et engagé des moyens techniques considérables. Les mesures confirment qu'un courant-jet de bas niveau nocturne et son mascaret entretiennent des orages qui se trouvent dans une couche instable en altitude, leur soulèvement de l'air dans la couche stable servant de déclencheur découplé de la convection au niveau des orages. Les gouttes froides induites par ces orages nocturnes provoquent souvent en retour des mascarets de pression et des ondes solitaires dans la couche d'inversion qui augmentent l'effet du courant-jet permettant un apport supplémentaire de soulèvement aux orages et les aggrave en fin de nuit,. 
Cet effet peut être généralisé car il favorise la formation de nuages convectifs organisés. Les jets de bas niveaux et les mascarets associés sont ainsi des éléments importants dans la formation des lignes de grain, des complexes orageux à méso-échelle et des Derechos nocturnes.

## En hydraulique

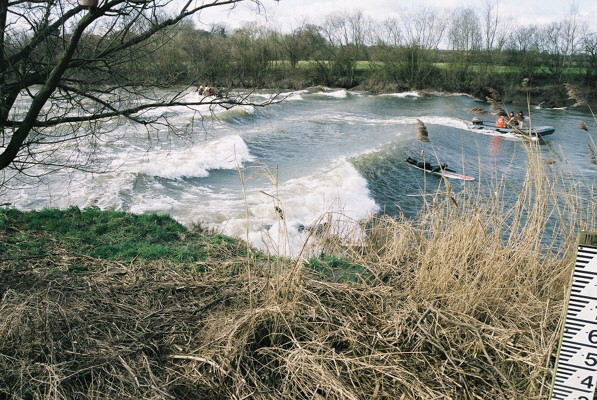
Caractère ondulatoire du mascaret du Severn près de Over Bridge le 9 mars 2005.

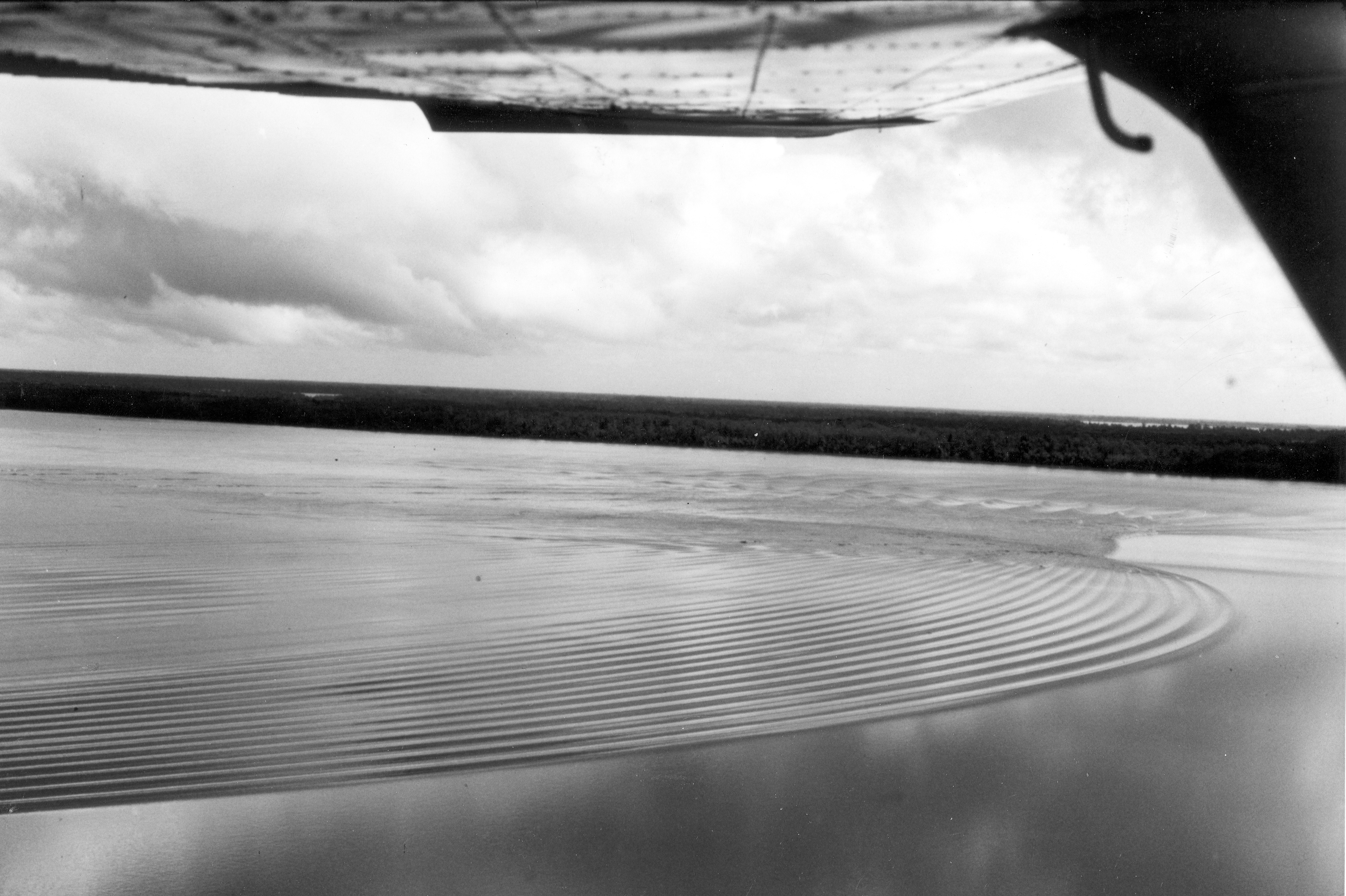
Ondelettes à proximité de l’embouchure de l'Araguari au nord-est du Brésil. La vue est oblique en direction de l'embouchure, l'aéronef étant à environ
100 pieds d'altitude.

Le mot anglais bore est utilisé pour décrire une crête d'eau se déplaçant en présence d'eaux peu profondes. Ce phénomène est appelé en français un ressaut hydraulique (parfois « saut de Bidone »,). Lorsque le nombre de Froude est compris entre 1 et un nombre compris entre 1.4 et 1.7, le ressaut est accompagné d'un train d'ondulations à la surface. Elles sont appelées en anglais whelps (traduction littérale chiot). La crête d'eau est alors appelée mascaret ondulant.
Les ondulations prennent la forme d'une onde stationnaire par rapport au ressaut. Donc, la vitesse de phase (vitesse relative de la propagation par rapport à de l'eau calme) est juste assez élevée pour produire un train d'onde stationnaires par rapport au ressaut. Maintenant en ce qui concerne la houle, la vitesse de groupe (qui est aussi la vitesse de transport de l'énergie) est inférieure à la vitesse de phase.  Donc en moyenne, l'énergie associée aux ondulations s'éloigne du ressaut et contribue à la perte d'énergie dans la région du ressaut.
Ce phénomène, appelé mascaret, se produit dans les estuaires.